# José Villagrán García
José Villagrán García (* 22. September 1901 in Mexiko-Stadt; † 10. Juni 1982 ebenda) war ein mexikanischer Architekt und 1967 Gründungsmitglied der Academia de Artes.

## Biografie
Villagrán studierte Architektur an der Schule für Architektur der Universidad Nacional Autónoma de México (UNAM) und erhielt 1923 sein Magisterdiplom und war bereits 1924 Professor für Entwerfen. Das 1925 nach seinen Plänen fertiggestellte Institut für Hygiene in Popotla gilt als das erste Gebäude zeitgenössischer Architektur in Mexiko. 1926 erhielt er den Lehrstuhl für Architekturtheorie, den er bis 1982 innehatte. Zu seinen Bauten zählen viele Krankenhäuser, Institute, Lehranstalten, Hotels, Kinos und Bürogebäude. Zwischen 1943 und 1946 übernahm er für die Republik Mexiko die Planungskoordination für Krankenhäuser und die regionale Planung der mexikanischen Schulbauten.
1962 veröffentlichte er mit dem Instituto Nacional de Bellas Artes y Literatura die „Teoría de la Arquitectura“ (deutsch Theorie der Architektur).

## Auswahl der Bauwerke
- 1925: Institut für Hygiene in Popotla
- 1929: Klinikum für Tuberkulose in Huipulco
- 1936–1937: Nationales Institut für Kardiologie
- 1941–1942: Hospital Manuel Gea González
- 1946: „Escuela primaria República de Costa Rica“ (dt. Grundschule der Republik Costa Rica)
- 1950–1952: Nationale Schule für Architektur der UNAM (zusammen mit Alfonso Liceaga und Javier García Lascurain)
- 1952: „Conjunto las Américas“ (dt. Vereinigung Amerikas; Bürokomplex)
- 1957: Centro Universitario México
- 1962: Hotel „María Isabel“ (gemeinsam mit Juan Sordo Madaleno)
- 1963–1965: fünf Schulen der UNAM

## Auszeichnungen
- 1968: Nationaler Kunstpreis (Mexiko)